# Тричезимо
Тричезимо (итал. Tricesimo, фриульск. Tresesin) —  коммуна в Италии, располагается в регионе Фриули-Венеция-Джулия, в провинции Удине.
Население составляет 7733 человека (2008 г.), плотность населения составляет 430 чел./км². Занимает площадь 17 км². Почтовый индекс — 33019. Телефонный код — 0432.
В коммуне 2 февраля особо празднуется Сретение Господне.

## Демография
Динамика населения:

## Администрация коммуны
- Официальный сайт: http://www.comune.tricesimo.ud.it